# Viadukt Bonifika
Viadukt Bonifika je viadukt, ki premošča železniške tire, reko Rižano, naftovod in predvideno štiripasovno vpadnico v Luko Koper. 

## Osnovni podatki
Viadukt je dolg 547,5 metrov in leži na 16 podporah. Gre za največji objekt, zgrajen v okviru 1. faze navezave Luke Koper na avtocesto. 
Viadukt je projektiral mariborski inženirski biro Ponting, odgovorni projektant je bil Marjan Pipenbaher. Investitor gradnje je bila Družba za avtoceste v Republiki Sloveniji (DARS), izvajalci pa skupina podjetij SCT, Primorje in SGP Kraški zidar, ki so ga dokončali leta 2008. Prometu so ga predali 15. aprila 2008.
Zaradi neugodnih geološko-geomehanskih razmer je viadukt globoko temeljen na uvrtanih pilotih premera 1,5 metra, ki so dolgi od 20 do 47 metrov in segajo najmanj 4,5 metra v kompaktno flišno hribino. Stebri, ki se v zgornjem delu krakasto razširijo, delujejo skupaj z voziščno konstrukcijo v arhitekturnem smislu nevpadljivo in enostavno.

## Navezava na avtocestno omrežje
Cestogradbena dela v okviru 1. faze navezave Luke Koper na avtocestno omrežje, izvedena leta 2008, so vključevala: 240 metrov dolg štiripasovni vstop v Luko Koper s krožnim križiščem Rižana, 1.035 metrov dolga Bertoška vpadnica s krožnim križiščem Bertoki, 1.200 metrov dolg del Ankaranske vpadnice z viaduktom Bonifika med krožnima križiščema Bertoki in krožnim križiščem pri centralni čistilni napravi (del anakranske vpadnice v dolžini 650 metrov in viadukt Bonifika v dolžini 550 metrov) ter povezovalne ceste med rondojem pri centralni čistilni napravi in krožnim križiščem Rižana v dolžini 650 metrov.